# Michael Sela
Michael Sela (hébreu : מיכאל סלע ; Mieczysław Salomonowicz ; (2 mars 1924 – 27 mai 2022) est un immunologiste israélien d'origine juive polonaise. Il est professeur d'immunologie W. Garfield Weston à l'Institut Weizmann des Sciences de Rehovot. Il est aussi président de l'Institut Weizmann des Sciences.

## Jeunesse et carrière universitaire
Michael Sela est né sous le nom de Mieczysław Salomonowicz à Tomaszów Mazowiecki, en Pologne, le 2 mars 1924,,. En 1935, alors qu'il a 11 ans, lui et sa famille déménagent en Roumanie. En 1941, alors qu'il a 17 ans, lui et sa famille immigrent en Palestine mandataire,. Il étudie à l'Université hébraïque de Jérusalem (M.Sc., Chimie, 1946 ; Ph.D., 1954).
Sela est professeur au département d'immunologie de l'Institut Weizmann. Il est également président de l'Institut Weizmann des Sciences, de 1975 à 1985. Il est décédé à Rehovot le 27 mai 2022 à l'âge de 98 ans.

## Recherches
Sela est connu pour ses recherches en immunologie, en particulier pour ses recherches sur les antigènes synthétiques, des molécules qui déclenchent l'attaque du système immunitaire. Ces travaux de Sela conduisent à la découverte du contrôle génétique de la réponse immunitaire, ainsi qu’à la conception de vaccins à base de molécules synthétiques.
Il est parmi les premiers à introduire l'utilisation de polypeptides synthétiques linéaires et ramifiés comme antigènes, ce qui permet une meilleure compréhension des phénomènes immunologiques.
Depuis plusieurs décennies, Sela s'intéresse à la possibilité de combattre la maladie auto-immune, l'encéphalomyélite allergique expérimentale avec des analogues synthétiques des molécules de la gaine de myéline du cerveau qui sont capables de provoquer la maladie.
Il est probablement mieux connu comme le co-développeur (avec Ruth Arnon et Dvora Teitelbaum) du médicament contre la sclérose en plaques Copaxone.
Sela reçoit de nombreux prix nationaux et internationaux majeurs :
- Le Prix Israël en sciences de la vie (1959)[12]
- La Médaille Otto-Warburg d'Allemagne (1968)[13]
- Le prix Rothschild (1968)
- Membre de l'Académie américaine des arts et des sciences (1971)[14]
- Le Prix Emil von Behring d'Allemagne (1973)
- Membre de l'Académie nationale des sciences des États-Unis (1976)[15]
- Le Prix international de la Fondation Gairdner du Canada (1980)
- La Médaille d'or Albert Einstein de l'UNESCO (1995)
- Membre de l'American Philosophical Society (1995)[16]
- Prix Interbrew-Baillet Latour de la Santé de Belgique (1997)
- Le prix Wolf de médecine (1998), avec Ruth Arnon, pour « leurs découvertes majeures dans le domaine de l'immunologie ».